# Недомив

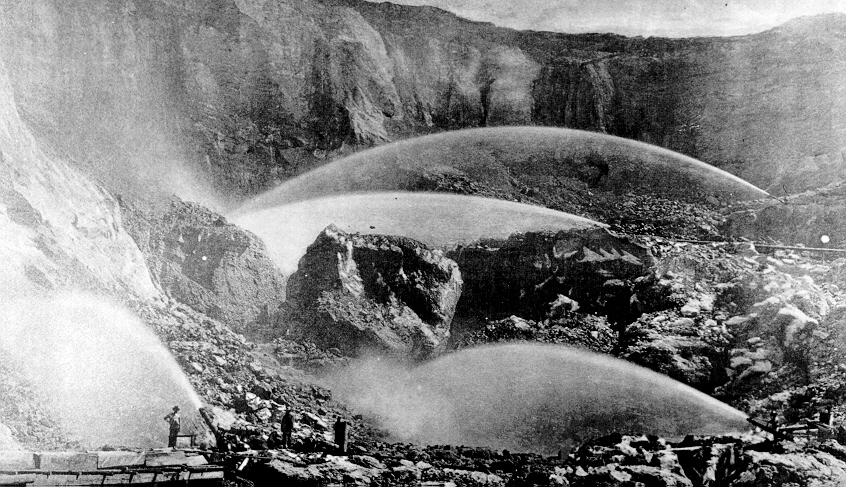
Гідравлічний видобуток в Норт-Блумфілді в 1890 році

Недомив (рос. недомыв, англ. underwashed aut remainder, нім. ungenügendes Abwaschen n des Strossengesteines) — частина гірських порід уступу, що розроблюється засобами гідромеханізації, залишена в його підошві з метою створення похилу для руху гідросуміші від вибою до водозбірника.